# Darius Žutautas
Darius Žutautas (Gargždai, 30 settembre 1978) è un ex calciatore lituano, di ruolo difensore.

## Carriera

### Club
Durante la sua carriera ha giocato con numerose squadre di club, tra cui anche la Dinamo Mosca, con cui conta 43 presenze e 2 reti.

### Nazionale
Conta 25 presenze con la nazionale lituana.

## Palmarès

### Club

#### Competizioni nazionali
- Campionato lituano: 2

1998-1999
FBK Kaunas: 2004
- Coppa di Lituania: 2

Žalgiris: 1997
FBK Kaunas: 2004
- Supercoppa di Lituania: 1

FBK Kaunas: 2004